# Ганнівська сільська територіальна громада
Ганнівська сільська територіальна громада — територіальна громада в Україні, в Новоукраїнському районі Кіровоградської області. Адміністративний центр — село Ганнівка.
Площа громади — 292,3 км², населення — 3709 осіб (2019).
Утворена 12 червня 2020 року шляхом об'єднання Ганнівської, Григорівської, Кропивницької, Приютівської та Шишкинської сільських рад Новоукраїнського району.

## Населені пункти
У складі громади 14 сіл:
- Вільні Луки
- В'юнки
- Ганнівка
- Григорівка
- Громуха
- Караказелівка
- Кропивницьке
- Куликова Балка
- Острівка
- Приют
- Трудолюбівка
- Шишкине
- Шутеньке
- Юріївка